# Bangladesh Nationalist Front
Die Bangladesh Nationalist Front (BNF, bengalisch বাংলাদেশ ন্যাশনালিস্ট ফ্রন্ট, „Nationalistische Front Bangladeschs“) ist eine 2012 gegründete und 2013 offiziell registrierte Kleinpartei in Bangladesch.

## Parteigeschichte
BNF wurde im August 2012 von Nazmul Huda, einem Dissidenten der Bangladesh Nationalist Party (BNF) gegründet. Dem vorausgegangen war bereits ein früherer passagerer Parteiausschluss Hudas, einem ehemaligen Minister für Kommunikation, vom November 2010 bis April 2011 aus der BNP, weil dieser die Parteivorsitzende Khaleda Zia kritisiert hatte und einen Dialog zwischen BNP und der regierenden Awami-Liga gefordert hatte. Am 6. Juni 2012 verließ Huda endgültig die BNP. Der Parteigründer Nazul Huda zerstritt sich allerdings nach kurzer Zeit mit seinen Parteikollegen und wurde aus der BNF ausgeschlossen. Nachfolger als Parteiführer wurde Abul Kalam Azad. Huda gründete daraufhin am 7. Mai 2014 eine neue Partei, die Bangladesh National Alliance.
Im Oktober 2012 beantragte die BNF bei der Wahlkommission Bangladeschs die Registrierung als politische Partei, die Voraussetzung für die Teilnahme an Parlamentswahlen ist. Die BNF erfüllte die formalen Voraussetzungen, jedoch entspann sich ein Streit um das künftige Wahlsymbol, das auf den Stimmzetteln aufgedruckt wird um Analphabeten die Wahl zu erleichtern. Die BNF beantragte als Symbol eine Garbe von Weizenähren. Dagegen opponierte die Bangladesh Nationalist Party, deren traditionelles Wahlsymbol eine Garbe von Reisähren ist. Am 6. November 2013 wurde die Partei schließlich durch die Wahlkommission Bangladeschs offiziell registriert und erhielt als Wahlsymbol einen Fernseher.
Bei der Parlamentswahl in Bangladesch am 6. Januar 2014, die von der BNP und den mit ihr verbündeten Parteien boykottiert wurde, war Abul Kalam Azad als einziger BNF-Kandidat im Wahlkreis 190 (Dhaka-17) erfolgreich.